# Macintosh LC 475

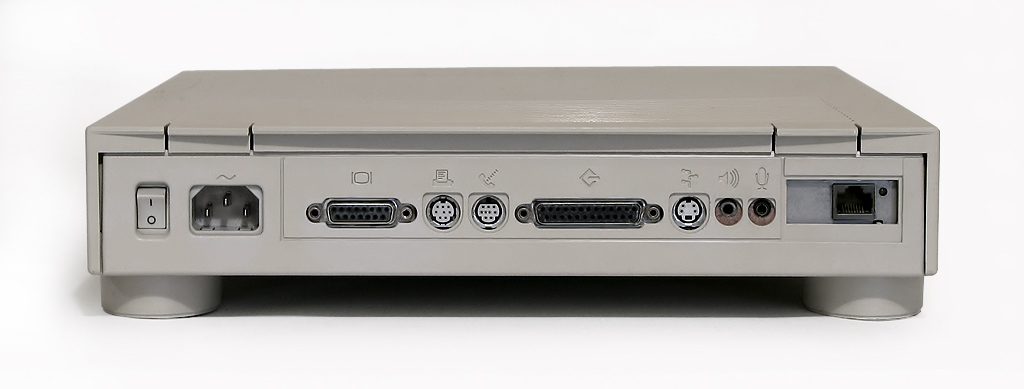
LC 475と同一のQuadra 605の背面にあるポート（8P8Cイーサネット拡張カード搭載）。

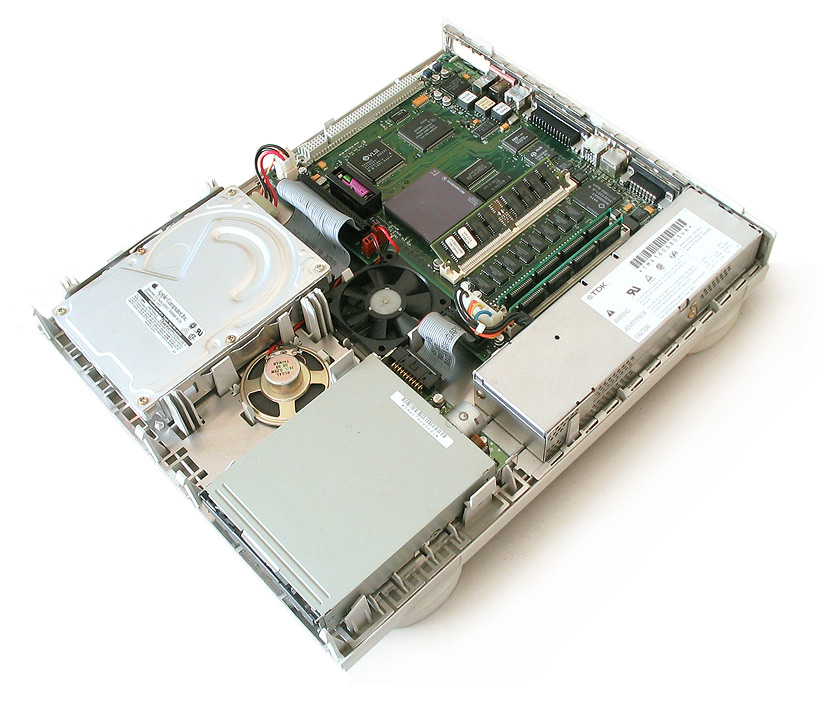
Quadra 605ケース内部。

Macintosh LC 475（日本以外ではMacintosh Quadra 605およびMacintosh Performa 475としても販売された）は、1993年10月から1996年7月までAppleによって設計、製造、販売されたMacintosh LCシリーズのパーソナルコンピュータである。モデル名は、対象顧客の製品ファミリに名前を付けるという米国での当時の業界トレンドに従うという1993年のAppleでの決定を反映している。 – ビジネス向けのQuadra 、教育向けのLC 、家庭向けのPerformaである。米国では、Performa 475および476は、Circuit Cityなどのデパートや電気店で販売されたが、Quadra 605は、Apple正規販売店を通じて販売された。日本では、LC 475が各チャンネルで販売され、Quadra 605, Performa 475, 476は販売されていない。
発表時、LC 475はAppleのMacintoshの中で最も安価なモデルだった。 LC 475は、僅かな変更を加えMacintosh LC IIIのピザボックスフォームファクタを利用している。
LC 475は1996年7月まで販売され続けた。Appleはこれらのマシンの直接の後継機種を提供しなかったため、LCの軽量スリムラインフォームファクタを使用する最後のMacintoshになった。 ほぼ10年後のMac miniまで、4.5kg未満のデスクトップパソコンをリリースしなかった。

## モデル
すべてのモデルは、25MHz動作の68LC040 CPU、4MB RAMオンボード、512KB VRAM（1MBまで拡張可能）、LC IIIスタイルのProcessor Direct Slot×1、ADB×1、シリアル（プリンタ）ポート×1、GeoPort（9pin モデム・ポート）x1、外部SCSIポート、マニュアル・インジェクション・フロッピーディスク・ドライブを標準装備している。
1993年10月18日発表：
日本未発売
- Macintosh Performa 475 ：4MB RAM、160MB HDD。キーボードとApple Color Plus 14 "ディスプレイがバンドルされていた[3]。
- Macintosh Performa 476 ：4MB RAM、230MB HDD。キーボードとApple Color Plus 14 "ディスプレイがバンドルされていた[4]。

1993年10月21日発表：
- Macintosh Quadra 605 ：  4MB RAM、80MB HDD。わずかに異なるケースデザイン、ケースネジがない唯一のバリエーション[5]。日本やヨーロッパでは販売がなかった。
- Macintosh LC 475 ：4MB RAM、80MB/160MB HDD[6]。キーボードが添付され、オプションでApple Macintoshカラーディスプレイが用意されている。

## ハードウェア
CPU：25MHz MC68LC040、32ビットバス。8KBのL1キャッシュは、4KBのデータキャッシュと4KBの命令キャッシュに分かれている。LC III PDSカードを介してL2キャッシュ搭載が可能だが、その他のキャッシュはない。CPUを、FPUを内蔵した68040に交換すると浮動小数点演算の速度が約3倍になる。
RAM: ロジックボード上に4MB、72ピン SIMMソケット1つに80ns以上の高速SIMMを搭載。公式サポートは最大、32MBのSIMM1枚と合計で36MBだが、128MM SIMMを使用すると132MBまで可能である。SIMMのCPU側の面が厚い場合、SIMMソケットのクリップが自動的に閉まらず、物理的な制限がかかることがあるが、手動でクリップを押すことで、SIMMを固定するできる。LC 475の前身モデル（Quadra/Centris 610、Quadra/Centris 650、Quadra 800）で使用されていたDJMEMCメモリコントローラは、32MBまでのSIMMしか認識しないが、LC 475で使用されている新しいMEMCjrは、より大きなサイズを認識する。
ビデオ: ビデオ出力はDA15Fコネクタ1個を使用し、アダプタを使用することでVGAモニターに対応する。2つの内蔵VRAMスロットには、2つの256KB 80ns 68ピンVRAM SIMM、または2つの512KB SIMMを装着することができる。512KBと256KBのVRAM SIMMを1枚ずつ装着すると、表示が乱れる。2つのVRAM構成で使用できる解像度と色は以下の表のとおりである。
|          | 512KB     | 1024KB    |
| -------- | --------- | --------- |
| 512x384  | 約32000色 | 約32000色 |
| 640x480  | 256色     | 約32000色 |
| 640x870  | 16色      | 256色     |
| 832x624  | 256       | 約32000色 |
| 1024x768 | 16色      | 256色     |
| 1152x870 | 16色      | 256色     |

オーディオ：
- 出力：ステレオ8ビット、11kHzまたは22kHz;これは、ステレオ出力をサポートする初のMacintosh LCモデルである[2]
- 入力：ラインレベル。入力ソケットはステレオソケットであり、ステレオ信号の2つのチャネルを入力できる。ただし、これらは混合されており、ハードウェアは結合されたモノラル8ビット信号としてのみアクセスできる。 Apple PlainTalkマイクは、入力ジャック内の5 V電源から電力を受け取る長い4接点プラグを使用して、ラインレベルの入力を提供する。他のマイクはマイクレベルの入力のみを提供し、LC 475では機能しない。
- モノラルスピーカ内蔵

11,000または22,000サンプル/秒の録音が可能で、録音中はそれぞれ3.5kHzと7kHzのフィルターが適用される。
フロッピードライブ：1.4 MB SuperDrive、手動で奥まで差し込む必要がある。
ハードドライブ：80MB、160MBまたは230MB
バッテリー：LC 475は、リチウムハーフAAセル3.6Vバッテリーを使用する。バッテリが消耗すると、ビデオは起動しなくなる。バッテリが消耗している、またはバッテリがない状態でLC 475を起動するには、数秒間オンにしてから、1秒間オフにしてから、もう一度オンにする。これにより、ビデオを起動するのに十分な電荷がシステムのコンデンサに残り、起動する。
電源：標準で30ワットだが、多くの中古機には、サードパーティ製、Apple交換用、または以前のLCモデルから取り外された交換用PSUが付属している。これらのいくつかは45ワットである。LC 475は、エネルギースター準拠の製品として登録されている。
重量：標準4kg。 LC 475には、最大15.9kgのモニターを乗せることができる。
寸法：高さ8.1cm x 幅31cm  x 奥行き38.2cm

## 拡張性

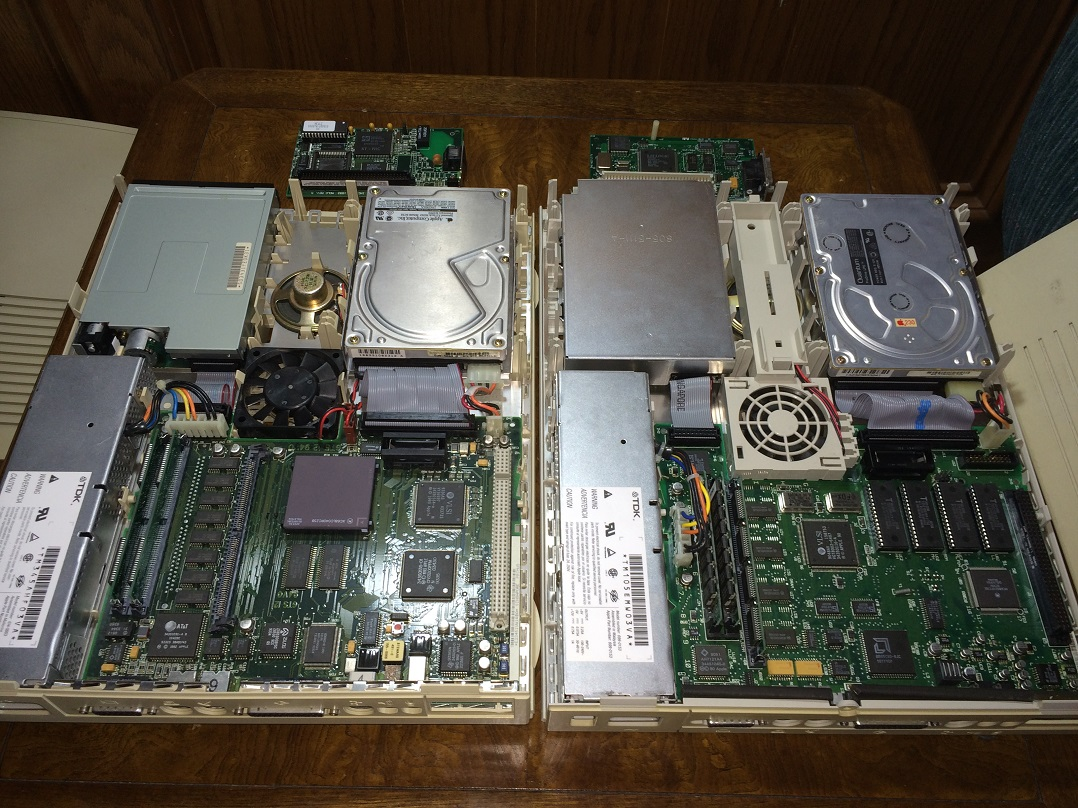
Quadra 605、左、右の初代LCと比較

LC 475には、68030互換のLC III PDSが1つ搭載されている。これは以前のモデルのLC PDS（96ピンまたは114ピンのLC PDSスロットカードを使用）と機械的に互換性があるが、真のLC PDSとは違い、以前のマシンの68030スロットをエミュレートする。以前のMacでのLC PDSの成功と、すでに製造された多くの拡張オプションにより、Appleはこれらの68040マシンで同じスロットタイプを維持した。 LC 475のLC III PDSは、68030互換だが、68881や68882FPUなどの68030プロセッサ用に特別に作成された拡張カードは機能しない。それに加え、Apple IIe Cardを利用することができる。
LC 475にはSCSIバスが1つあり、50ピンの内部コネクタ（1つの薄型3.5インチSCSIデバイス用スペースがある）と25ピンDB25F外部コネクタ1つがある。 SCSIはNCR 53C96コントローラを使用しており、十分な速度のドライブであれば内部で6MB/s、外部で4MB/sを実現できる。
システムソフトウェアのバージョンが7.5以下の場合は、システムイネーブラ065の使用が必要。Quadra 605がSystem 7.1のバージョンを実行している場合、標準の25 MHzから33 MHzにオーバークロックするとGestalt IDが変更されるが、イネーブラは新しいIDを認識する。しかし、20MHzにアンダークロックすると、ゲシュタルトIDが変更され、イネーブラーが互換性を認めないものになり、システムが起動しなくなる。なお、System 7.5以降では、この問題は発生しない。 
LC 475には2つのシリアルポートがある。 1つの8ピンMini-DINプリンタポートと1つの9ピンMini-DINモデムポートは、プリンタポートと同様だが、ADB電源から+ 5V電源を供給するための追加のピンがある。 Appleは、このピンから100mA以下の電力供給を推奨しており、PiPPiN ATMARKモデムなどが利用出来る。
LC 475は、1999年より前に製造された他のほとんどのMacintoshと同様に、キーボードとマウスなど、低速、低電力の周辺機器で使用するためのApple Desktop Busポートを備えている。
一部の初期モデルには、VRAMのすぐ左にROM SIMMソケットがある。このスロット用のSIMMは製造されておらず、ほとんどの基板にはその位置を示すはんだパッドがあるだけである。量産機で使用されているROMは、CPUの真後ろにある2つの表面実装チップである。LC 475では、1024KBのROM、バージョン7Cを使用している。

### PowerPCアップグレード
LC 475は、50MHzのPowerPC 601を搭載したAppleのMacintoshプロセッサアップグレードカードを搭載できる。DayStar Digitalとその一部製品を譲り受けたSonnetはこのカードと同等でより高速な100MHz版を製造・販売しており、LC 475にも対応していた。
これらのアップグレードカードは68040ソケットに直接取り付けるが、LC III PDS拡張スロットを覆い、他の拡張カードで使用できなくなる。

## その他
一部のLC 475には、PRAMを手動でリセットするために使用されるCudaリセットスイッチがある。これは、ロジックボードの背面のオーディオ出力ポートのすぐ前にあり、「S1」というラベルが付いている。それ以外のロジックボードでは、このスイッチを搭載せず、代わりにシルクスクリーンの正方形内に2つのはんだパッドのみである。
ソフトパワーオン機能がないため、キーボードのパワーオンキーではLC 475を起動できない。背面のスイッチでオン/オフを行う。起動中にパワーオンキーを押すことは、 Finderで[シャットダウン]コマンドを選択することと同じであり、LC 475がシャットダウンプロセスを完了すると、ユーザが手動でオフにするよう画面表示される。
LC 475にはリセットボタンやプログラマーボタンはないが、キーの組み合わせで同じ機能を実行できる。リセットには、Command、Control、およびPowerキーを押したままにする。プログラマーボタンの機能は、コマンドキーと電源キーを押し続けることで働く。これでもシステムをエラーから復帰させられない酷いクラッシュの状況がいくつかある。その場合、電源スイッチが唯一の手段でとなる。
変更されたLC 475ロジックボードは、初期のApple Interactive Television Boxプロトタイプの基礎として使用された。その後のプロトタイプは独自のボードデザインを使用したが、それでもLC 475との類似性を保持していた。

### ゲシュタルトID
25MHzのLC 475の標準的なGestalt IDは89である。 LC 475が他のQuadra/Performaモデルと共通するロジック・ボードのIDは、次の2つの点に依存する。ジャンパーJ18(ハードドライブのすぐ後ろにあります)がONの場合はQuadra 605(ID 94 @ 25 MHz)、OFFの場合はLC475/Performa 47x(ID 89 @ 25 MHz)としてコンピュータを識別する。ロジックボードのオーバークロック、アンダークロックでもGestalt IDは変化する。様々なロジックボードの変更で返されるGestalt IDのリスト（Newer Technology社の "Clockometer "で報告される速度）は以下の通り。
| J18  | ゲシュタルトID | 名前             | 速度     |
| ---- | -------------- | ---------------- | -------- |
| オン | 93             | 20MHz Quadra 605 | 19.93MHz |
| オン | 94             | 25MHz Quadra 605 | 24.75MHz |
| オン | 95             | 33MHz Quadra 605 | 32.89MHz |
| オフ | 86             | 20MHz LC 475     | 19.93MHz |
| オフ | 89             | 25MHz LC 475     | 24.75MHz |
| オフ | 90             | 33MHz LC 475     | 32.89MHz |

## システムソフトウェア
標準のLC 475は、プリインストールされた漢字Talk 7.1以降、7.1.1（Pro）、7.5、7.5.1、7.5.3、7.5.5、Mac OS 7.6、7.6.1、8.0、および8.1を実行できる。 PowerPCアップグレードカードを搭載させると、Mac OS 8.5、8.5.1、8.6、9.0、9.0.1、9.0.2、9.0.3、9.0.4、および9.1を実行できる。 システムソフトウェアのバージョンが7.5以下の場合は、System Enabler 065の使用が必要である 。LC 475が漢字Talk 7.1で起動している場合、標準の25MHzから改造して33MHzにオーバークロックするとGestalt IDが変更されるが、イネーブラは新しいIDを認識する。しかし、20MHzにアンダークロックすると、Gestalt IDが変更され、System Enablerが互換性を認めず、システムが起動しなくなる。なお、漢字Talk 7.5以降では、この問題は発生しない。

### HyperCard
HyperCardスタックを利用出来るようにするため、HyperCard 2.2J Liteが添付されていた。